# Lex Aebutia de formulis
La Lex Aebutia de formulis es el nombre de una ley romana de alrededor de 150 a. C., aunque la fecha es bastante incierta, que puso fin a las Legis Actiones, establecidas en las leyes de las doce tablas, excepto en ciertos casos. Su contenido en general es desconocido.
Introducida por el magistrado Sextus Aelius, esta ley amplió enormemente el número de acciones civiles bajo la jurisdicción del pretor.